# Strafvervolging in Suriname
Voor strafvervolging in Suriname zijn meerdere entiteiten verantwoordelijk.

## Onderverdeling

### Korps Politie Suriname
De grootste organisatie vormt het Korps Politie Suriname (KPS). Het heeft een traditioneel politiemodel en is verantwoordelijk voor alle politietaken. De KPS kan als volgt worden onderverdeeld:
- De stadspolitie handelt zaken af binnen de stadsgrenzen van Paramaribo.
- De plattelandspolitie heeft de verantwoordelijkeheid over de gebieden buiten Paramaribo.
- De gerechtelijke politie is samengesteld uit gespecialiseerde politie-eenheden, zoals forensisch onderzoek, fraude, moord, enz.

### Militaire politie
De militaire politie is de op een na grootste politieorganisatie. Ze houdt toezicht op alle leden van het Nationale Leger en voert grenscontrole-/immigratiefuncties uit.

### Directoraat Nationale Veiligheid
In grootte volgt hierna het Directoraat Nationale Veiligheid. De directie is verantwoordelijk voor inlichtingen, veiligheid en de presidentiële eenheid persoonsbeveiliging.

### Bijstands- en Beveiligingsdienst Suriname
De Bijstands- en Beveiligingsdienst Suriname (BBS) is de hulp- en beveiligingsdienst. De BBS is verantwoordelijk voor de:
- bescherming van personen en goederen die zich bevinden in overheidsgebouwen, openbare plaatsen en markten;
- beveiliging van overheidsgebouwen;
- brandpreventie;
- beveiliging en bijstand van de verschillende uitbetalingen die moeten worden gedaan door de overheidsinstanties in de stad en het district;
- beveiliging van speciaal aangewezen personen en voorwerpen.